# Toccata, adagio e fuga in Do maggiore
La Toccata, adagio e fuga in do maggiore (BWV 564) è un brano per organo composto da Johann Sebastian Bach, presumibilmente negli ultimi anni di Weimar, oppure in quelli di Köthen.

## Storia
Sebbene Bach abbia composto un numero decisamente ridotto di brani organistici durante la sua permanenza nella città di Köthen, non è da escludere che Toccata, adagio e fuga sia uno di questi. Diversi sono gli indizi a supporto di questa tesi: innanzitutto la tripartizione del brano nella tipica struttura veloce-lento-veloce, del tutto simile a quella dei concerti cameristici (non va dimenticato, infatti, che proprio a Köthen Bach compose musica da camera con profusione); secondariamente è da notare come in essa compaia un re molto acuto alla tastiera (per l'esattezza il re della quinta ottava). È quasi certo che lo strumento di cui disponeva Bach a Weimar non avesse una tale estensione dei manuali, al contrario dei due strumenti conosciuti e suonati da lui a Köthen (cfr. Wijnand van de Pol, La registrazione organistica dal '500 all'800).

## Toccata
La toccata si apre con un passaggio virtuosistico eseguito ai manuali, cui segue un assolo del pedale tra i più lunghi in assoluto dell'intera produzione organistica (eccetto, ovviamente, brani scritti per pedale solo). A seguito di tale assolo, la toccata si sviluppa alternando, concatenando e permutando fra di loro tre figurazioni principali.
La prima figurazione è di tipo prettamente accordale. La seconda è una figurazione costituita dall'accostamento di note secondo la struttura semicroma-biscroma-biscroma-semicroma-biscroma-biscroma; essa è tra le più utilizzate dal musicista tedesco per esprimere gioia dirompente (come nei corali tratti dall'Orgelbüchlein Wer nur den lieben Gott lässt walten e Mit Fried' und Freud' ich fahr dahin). La terza figurazione è, caratterizzata come è da progressioni di terza discendenti, di carattere decisamente più drammatico rispetto alla solennità della prima o alla vivacità della seconda. La continua alternanza dei tre contrastanti motivi, unitamente alle ardite (per l'epoca) modulazioni di tonalità, creano un brano che trasporta e tiene in sospensione l'ascoltatore sino alla sua maestosa conclusione.

## Adagio
L'adagio riprende la tipica struttura del brano per strumento solo e basso continuo: il tema, di carattere piuttosto malinconico, è affidato alla mano destra, da eseguire con un registro solistico. Il pedale esegue, invece, una tipica linea di basso continuo cembalistico o violoncellistico, sulla quale gli accordi della mano sinistra realizzano il basso numerato. Questo pezzo termina con una pagina di polifonia a sette voci, che fa da collegamento tra l'adagio propriamente detto e la conseguente fuga.

## Fuga
La fuga prende corpo a partire da un tema assai vivace, di stampo quasi violinistico. Il virtuosistico e leggiadro andamento della fuga stessa, rispecchiano il carattere intrinseco dell'intero brano, che, considerato nella sua interezza appare, come già accennato, molto prossimo al concetto di concerto orchestrale-cameristico. Tale peculiarità lo distacca in modo piuttosto marcato dall'archetipo del severo preludio e fuga rigorosamente bipartito, facendone un unicum nella intera produzione organistica bachiana.